# Il cane delle Fiandre
Il cane delle Fiandre (A Dog of Flanders) è un romanzo breve pubblicato nel 1872 della scrittrice inglese Marie Louise Ramée conosciuta con lo pseudonimo Ouida. 
La storia narra dell'orfano Nello e del suo vecchio cane Patrasche a cui è molto affezionato.

## Trama

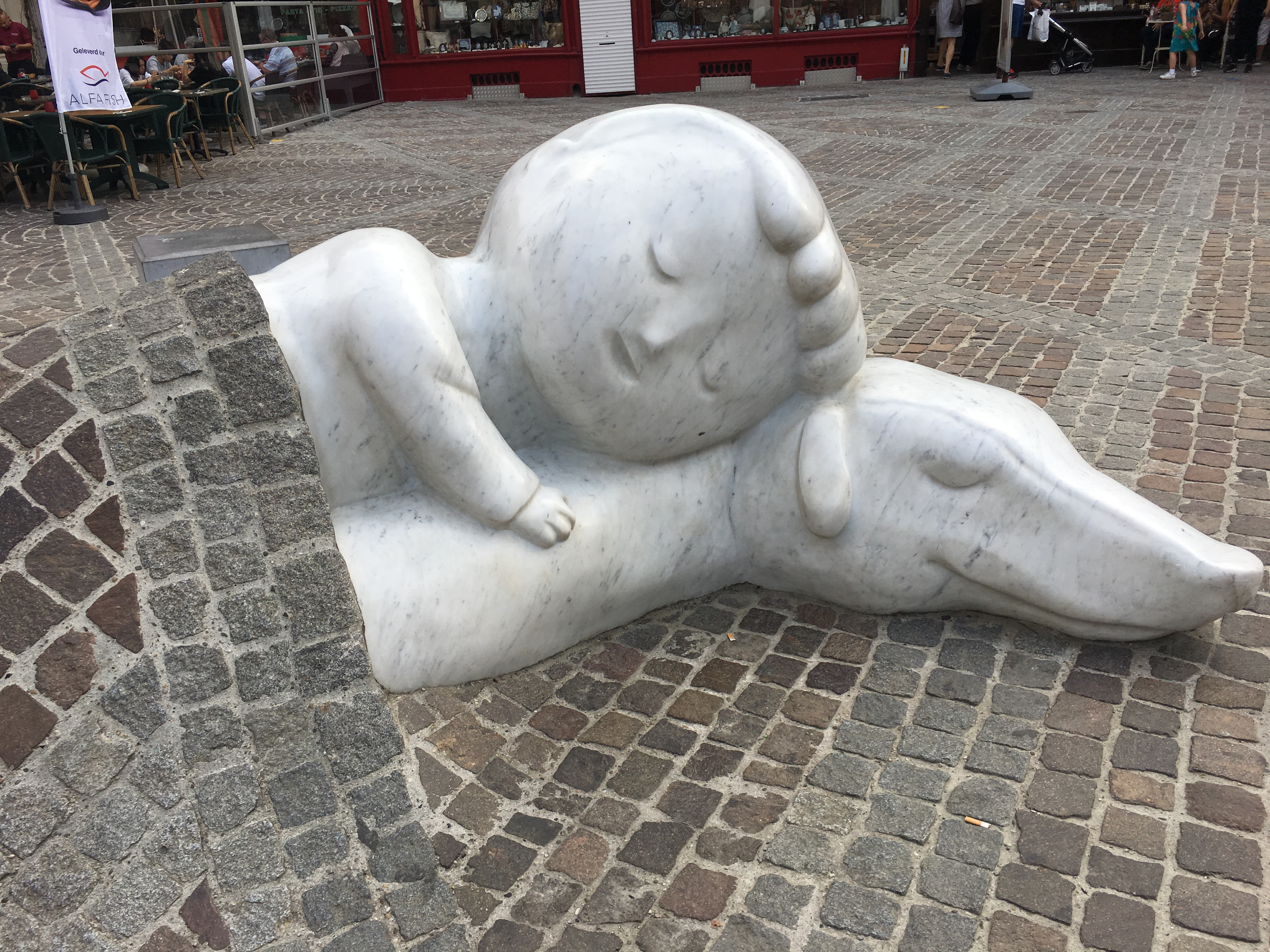
Nello e Patrasche riposano in pace in una scultura di fronte alla cattedrale di Anversa.

Le vicende si svolgono nella regione delle Fiandre nei pressi di Anversa. Nello è orfano dei genitori e vive con il nonno, con il quale si guadagna da vivere vendendo latte. Un giorno il ragazzo trova lungo la strada un bellissimo cane delle Fiandre, ferito e bisognoso di cure, che chiamerà Patrasche. Il cane si dimostrerà sempre fedele e riconoscente con Nello e da quel momento lo aiuterà nel trasporto del latte dalla casetta del nonno alla città. Nello stringerà anche una forte amicizia con la giovane Alois, ostacolata però dal padre della ragazzina, l'uomo più ricco del villaggio.
Nello possiede un grande talento per la pittura, ammira i quadri di Rubens e desidererebbe tanto vedere l'opera del grande pittore esposta nella cattedrale della città, osservabile però solo a pagamento.
Ripone le sue speranze di una vita migliore in una gara di disegno ad Anversa, la giuria sceglie però un altro vincitore, sicuramente meno meritevole di lui, ma figlio di un personaggio in vista della città. Dopo la morte prematura del nonno in un incidente, disperato e senza più una casa, Nello si rifugia insieme a Patrasche nella cattedrale di Anversa per scampare al terribile rigore dell'inverno. Lì finalmente verrà esaudito il suo grande desiderio: dopo tanto tempo riuscirà a vedere come in un sogno la famosa opera di Rubens esposta nella cattedrale.
Il mattino seguente Nello e Patrasche verranno trovati entrambi morti di freddo, con Nello abbracciato al suo fedele cane.

## Storia editoriale
L'opera fu pubblicata per la prima volta nel gennaio 1872 sulla rivista britannica Lippincot's Magazine. Lo stesso anno fu pubblicata nella raccolta di racconti A Dog of Flanders and Other Stories, con le illustrazioni di Enrico Mazzanti, pubblicata da tre diversi editori: da Chapman & Hall a Londra, da Lippincott a Philadelphia e (sempre in inglese) da Tauchnitz a Lipsia.
In Italia, fu pubblicata per la prima volta in 5 puntate in appendice alla rivista femminile milanese La Novità, dal 23 settembre al 21 ottobre 1875, con il titolo Un cane di Fiandra e con una traduzione anonima. Successivamente è stato pubblicato altre volte in volume con lo stesso titolo o come Nello e Patrasche e Il cane delle Fiandre.

## Trasposizioni e adattamenti dell'opera
Nel corso degli anni sono stati fatti numerosi adattamenti dell'opera, sia per il cinema sia per la televisione. Nessuna delle versioni occidentali, contrariamente a quelle giapponesi, segue interamente la trama originaria, preferendo optare per un finale più ottimistico, in cui il bambino e il cane non muoiono.
- A Dog of Flanders (USA, 1914), regia di Howell Hansel. Secondo un'accettata convenzione teatrale del tempo, in questa prima versione muta il ruolo di Nello fu affidato ad un'attrice.
- A Boy of Flanders (USA, 1924), regia di Victor Schertzinger. Per la prima volta il ruolo del ragazzo è affidato ad un attore bambino, Jackie Coogan, allora all'apice del successo, come è evidente anche dal cambio del titolo.
- A Dog of Flanders (USA, 1935), regia di Edward Sloman. Prima versione sonora.
- Sangue fiammingo (A Dog of Flanders) (USA, 1959), regia di James B. Clark.
- Il fedele Patrash (Furandāsu no inu, Giappone, 1975), anime prodotto dalla Nippon Animation. La voce di Nello, originariamente affidata ad una doppiatrice, è stata doppiata negli anni ottanta in italiano da Corrado Conforti.
- Il cane delle Fiandre, episodio 10 dell'anime Le più belle favole del mondo (Manga sekai mukashi banashi, 1976-1979), prodotto dalla Dax International e Madhouse. La voce del protagonista è doppiata dalla stessa narratrice come tutti gli altri personaggi.
- Furandāsu no inu (1990), episodio 33 della serie anime Funky Fables.
- Nello e Patrasche (Furandasu no inu bokuno patorasshu, Giappone, 1992), anime prodotto dalla Tokyo Movie Shinsha. La voce di Nello è affidata originariamente ad una doppiatrice. È ancora di una doppiatrice (Antonella Baldini) la voce nella prima versione italiana del 1994, mentre in quella del 2006 è affidata ad un doppiatore (Alessio De Filippis).
- Furandāsu no inu (Giappone, 1997), regia di Yoshio Kuroda. Remake cinematografico de Il fedele Patrash, sempre prodotto dalla Nippon Animation. Anche in questo caso la voce del ragazzo è affidata ad una doppiatrice.
- A Dog of Flanders (USA, 1999), regia di Kevin Brodie. Per meglio sottolineare lo sviluppo cronologico della storia e la crescita del protagonista si usano due attori bambini.
- Patrasche: A Dog of Flanders, Made in Japan (Belgium, 2007), documentario, regia di An van Dienderen e Didier Volckaert.

## Edizioni
- Ouida, Un cane di Fiandra, pubblicazione in appendice al quotidiano milanese La Novità in 5 puntate, Milano, Sonzogno, dal 23 settembre al 21 ottobre 1875.
- Ouida, Novelle: 1. La fama, 2. Un piatto d'Urbino, 3. La ricompensa di un eroe, 4. I cani, 5. Un cane di Fiandra, collana Biblioteca della Gazzetta d'Italia. Ser. 2, Firenze; Roma, Banco Annunzi, Commissioni e Rappresentanze, 1879, SBN RAV1207108.
- Emilio Zola, Nantas, collana Biblioteca amena, traduzione di T. Cybeo, contiene: Il romanzo di Davide Teniers: racconto di A. Houssaye; Mio zio: leggenda scozzese di Carlo Dickens; Storia d'amor sincero: novella di Carlo Dickens; Nello e Patrasche: novella di Ouida; Una strage in oriente: racconto di Lidia Paschkoff, Milano, Fratelli Treves, 1880, SBN MIL0724308.
- Ouida, Due zoccoletti; Nello e Patrasche, collana Biblioteca Le rose, traduzione di Maria Ettlinger-Fano, Torino, Paravia, 1921, SBN RAV0081196.
- Ouida, Il cane delle Fiandre - Una storia di Natale, collana La 500 EP, traduzione di Giuseppe Rigotti, illustrazioni di Umberto Sammarini, Roma, Edizioni Paoline, 1969, SBN SBL0364705.